# Bobby Henderson (Pianist)
Bobby Henderson (* 16. April 1910 in New York City; † 9. Dezember 1969 ebenda; eigentlich Robert Bolden Henderson) war ein US-amerikanischer Jazz-Pianist und Trompeter des Swing. Er begleitete Billie Holiday am Beginn ihrer Karriere. 

## Leben und Wirken
Bobby Henderson begann schon mit neun Jahren Klavier zu spielen, hatte als Jugendlicher Unterricht bei Fats Waller und hatte frühe Engagements in Nachtclubs. Eine Ausbildung als Buchhalter brach er ab, um professioneller Musiker zu werden. Er begann seine Karriere in Washington, D.C., dann ging er mit dem Orchester von Joe Neville auf Tournee. In New York arbeitete er bei Stanley Payne und in Clubs des Impresarios Jerry Preston, dem Pod’s and Jerry’s. Dort lernte er die junge Billie Holiday kennen, die dort ihre ersten Auftritte als Sängerin hatte. Henderson begleitete sie am Klavier und war bis 1934 mit ihr verlobt. Er spielte in New York häufig in Clubs der 52. Street wie dem Onyx und dem Famous Door.
Während des Zweiten Weltkriegs wechselte er zur Trompete und spielte in einer Army-Band. Nach seiner Entlassung arbeitete er in einem Jazzclub in Albany (NY) unter dem Namen Jody Bolden oder Jody Henderson. 1957 hatte er durch die Vermittlung von John Hammond einen Auftritt auf dem Newport Jazz Festival und nahm im gleichen Jahr für Hammonds Reihe Jazz Showcase auf dem Plattenlabel Vanguard Records sein Soloalbum Handful of Keys - Bobby Henderson Plays Fats Waller and others auf. 1969 nahm er für Hammond noch ein Album auf, das später als A Home in the Clouds veröffentlicht wurde.
Teddy Wilson, mit dem Billie Holiday 1933 ihre ersten Plattenaufnahmen machte, lobte Henderson als einen wirklich ausgezeichneten Rhythmusspieler.

## Auswahldiskographie
- Bobby Henderson / Sir Charles Thompson / Ray Bryant – Key One Up (Vanguard, 1954–58)[4]